# Matteo Ricci (homme politique)
Pour l’article homonyme, voir Matteo Ricci.
Matteo Ricci (né le 18 juillet 1974 à Pesaro) est un homme politique italien, maire de la ville de Pesaro puis député européen en 2024.

## Biographie
Né en 1974, Matteo Ricci étudie à l'Institut commercial Bramante et travaille comme maçon, surveillant de plage et garçon de restaurant. Il obtient son diplôme en science politique en 2003, soutenant sa thèse « Verso una Costituzione europea » (Vers une constitution européenne). 
Élu président de la province de Pesaro-Urbino en 2009, il est aussi vice-président du Parti démocrate à partir du 15 décembre 2013 jusqu'au 7 mai 2017.
En mai 2014, étant élu maire de Pesaro, il abandonne la charge de président de la province. Il est élu député européen en 2024.